# Senecio balensis
Senecio balensis là một loài thực vật có hoa trong họ Cúc. Loài này được S.Ortiz & Vivero miêu tả khoa học đầu tiên.